# 5 Eskadra Wywiadowcza

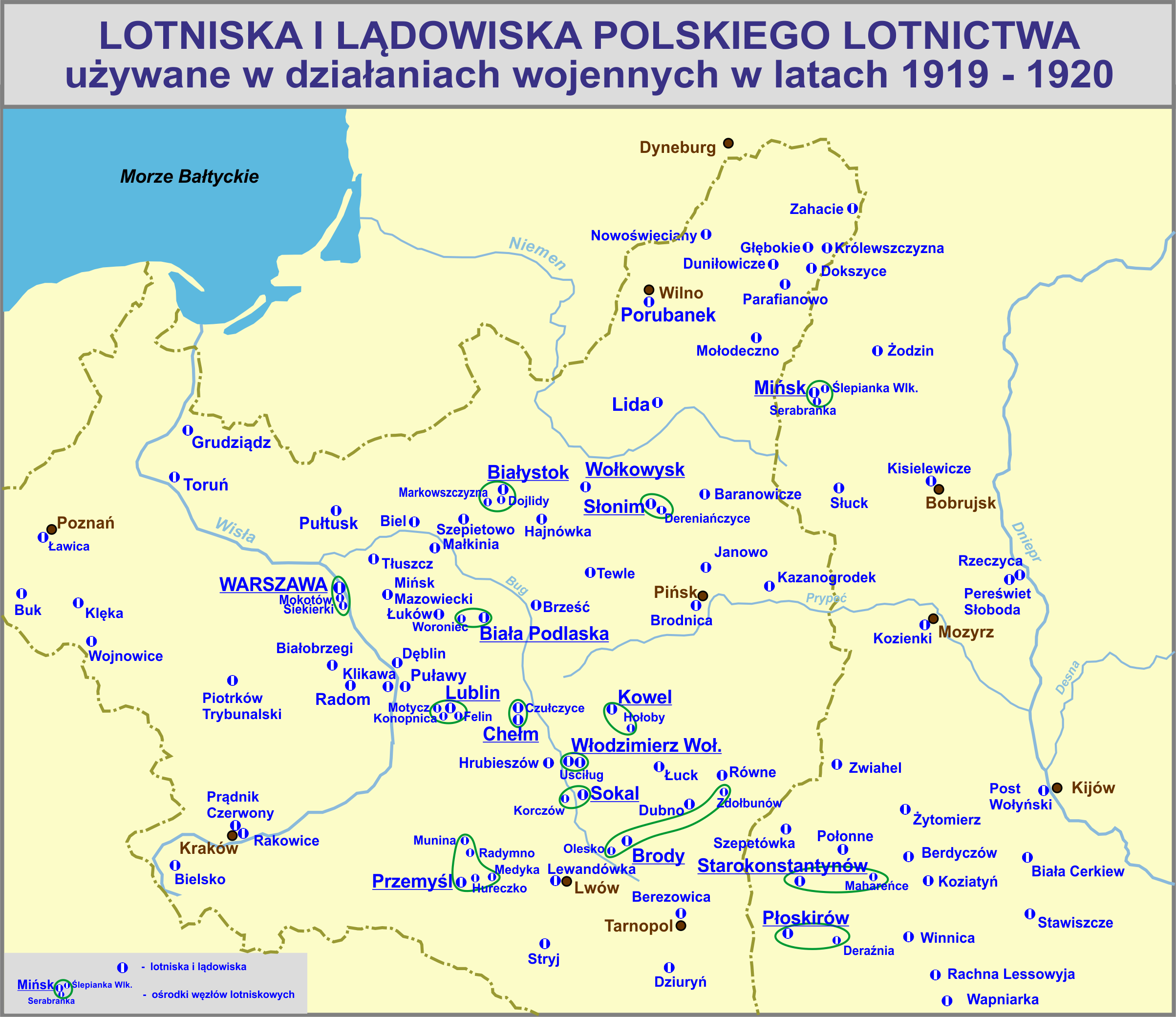

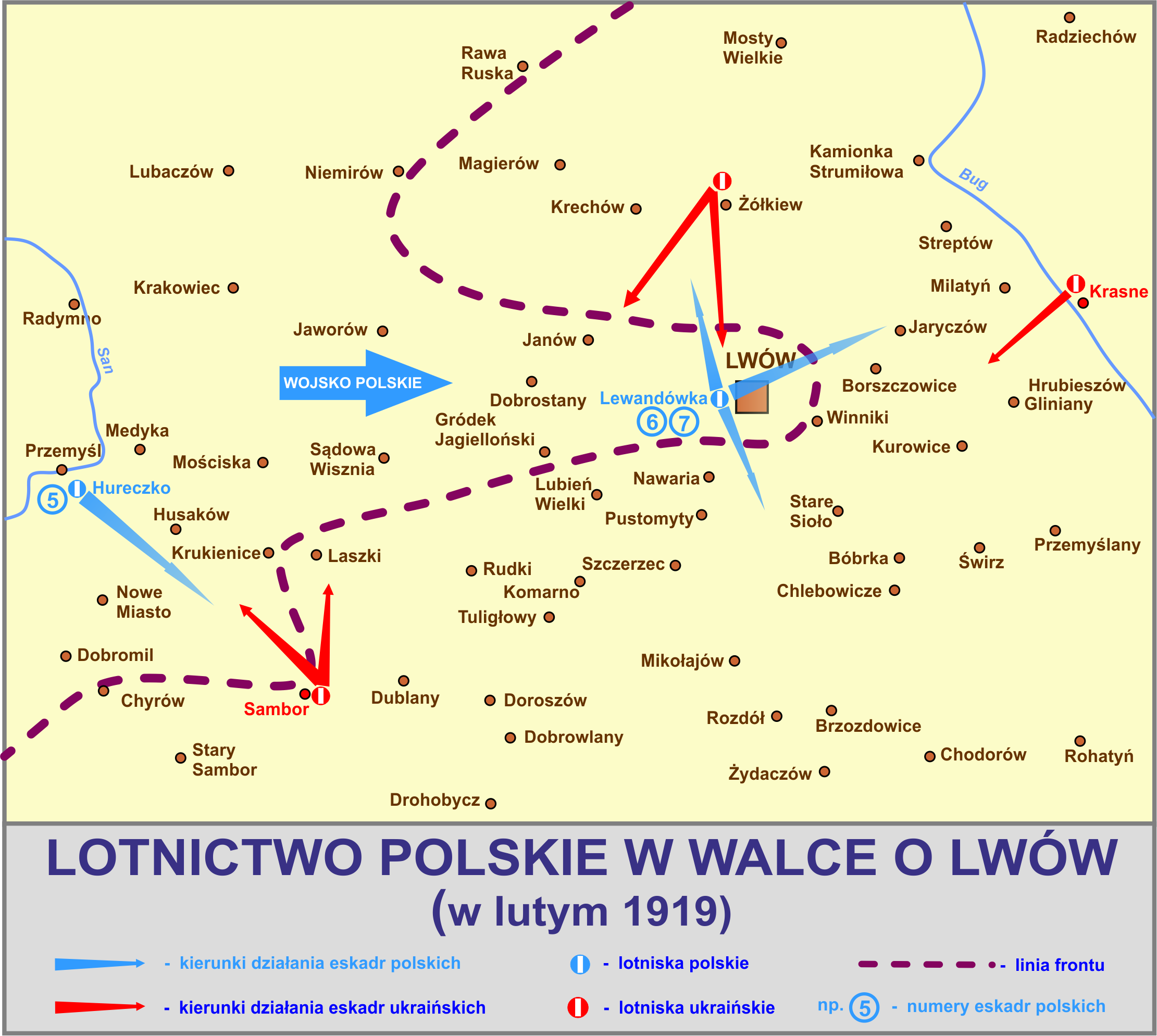

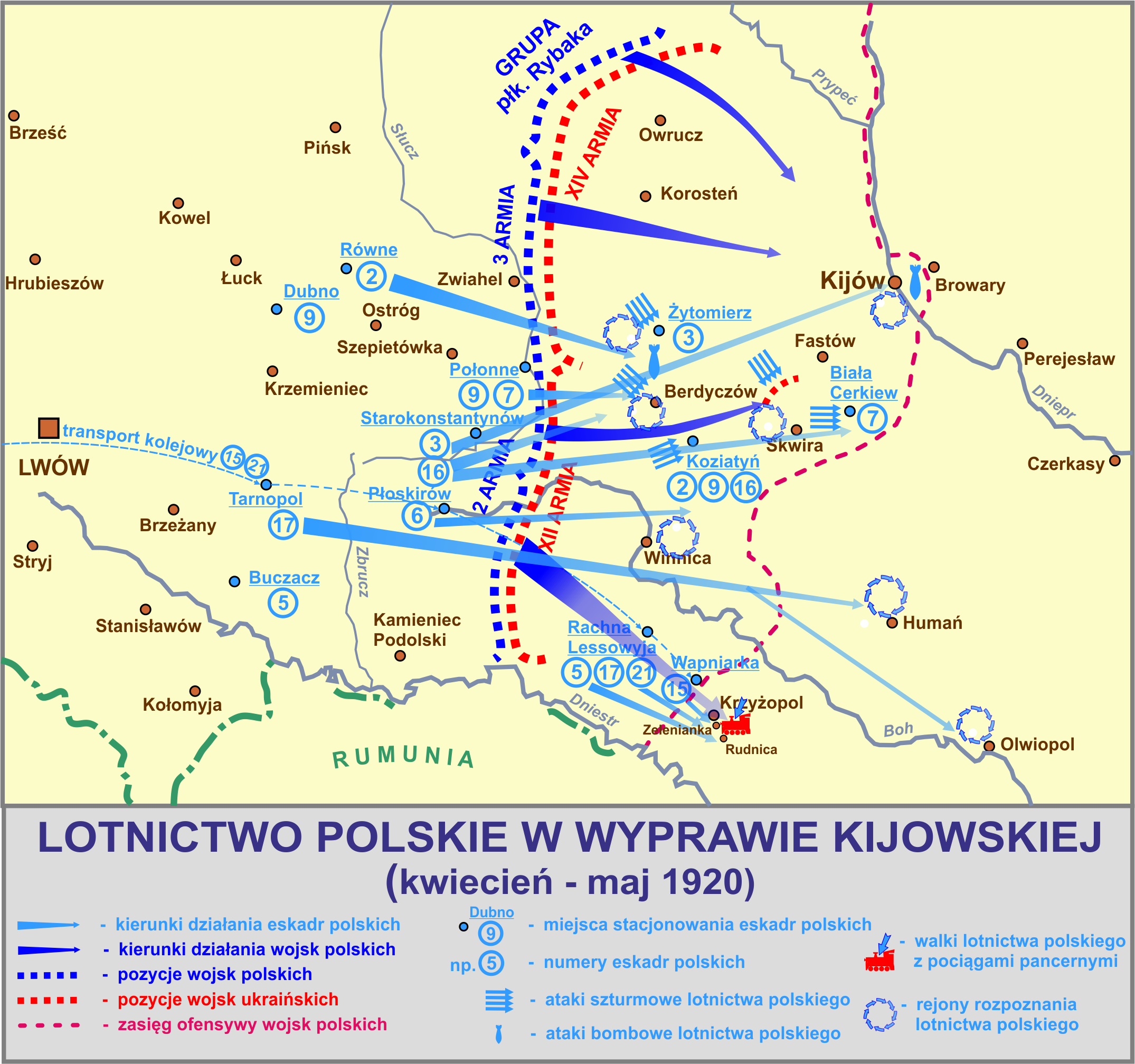

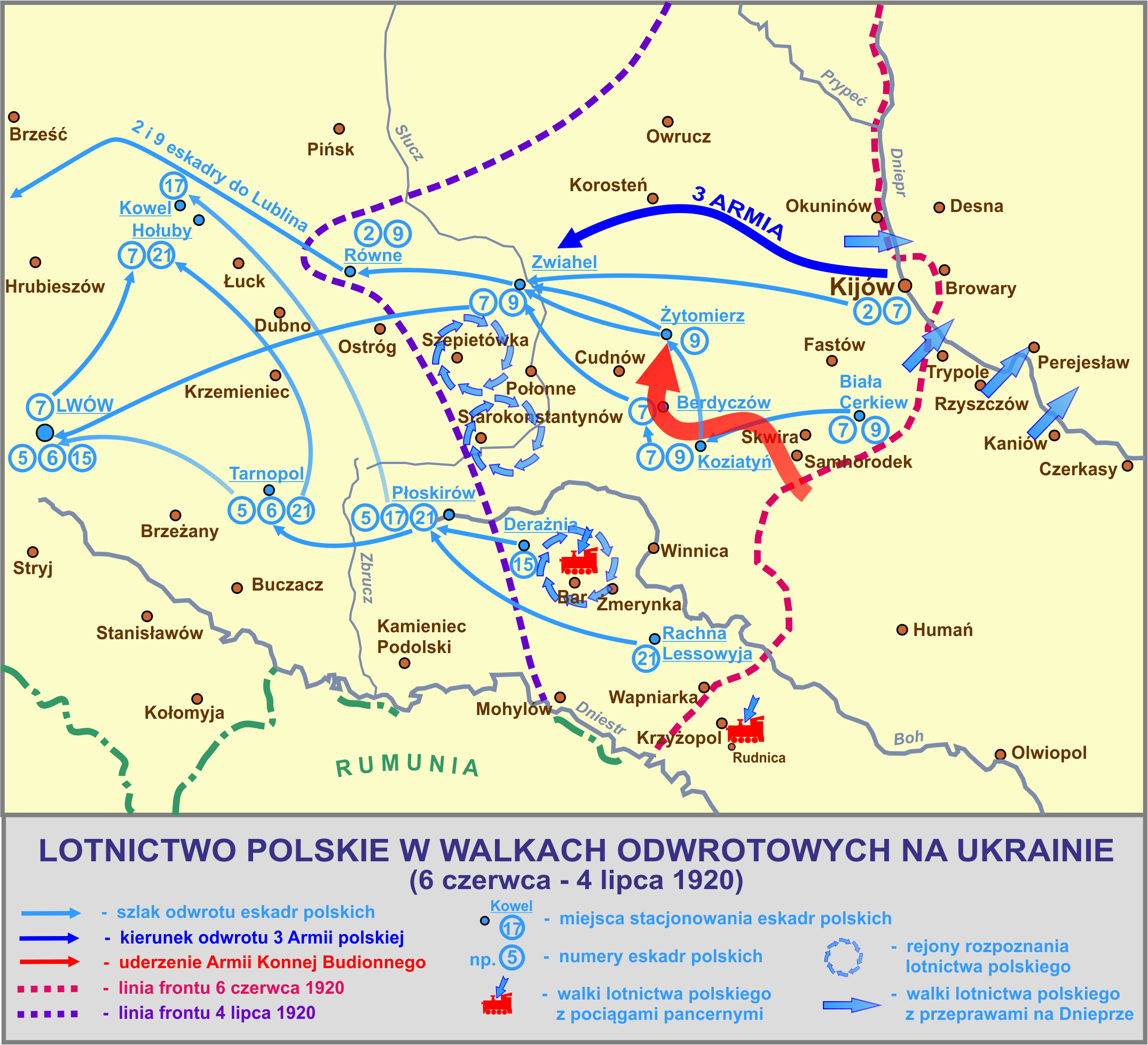

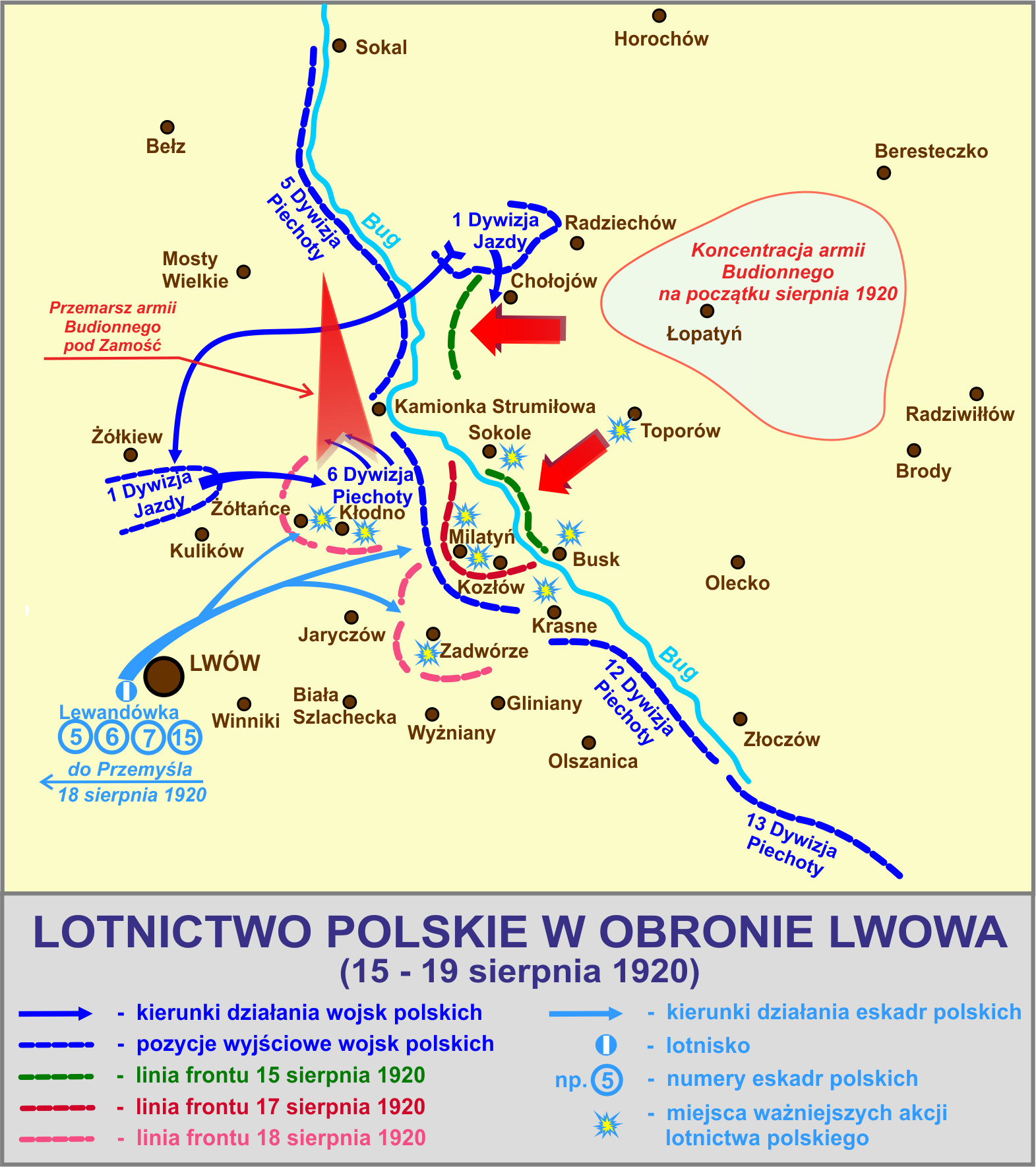

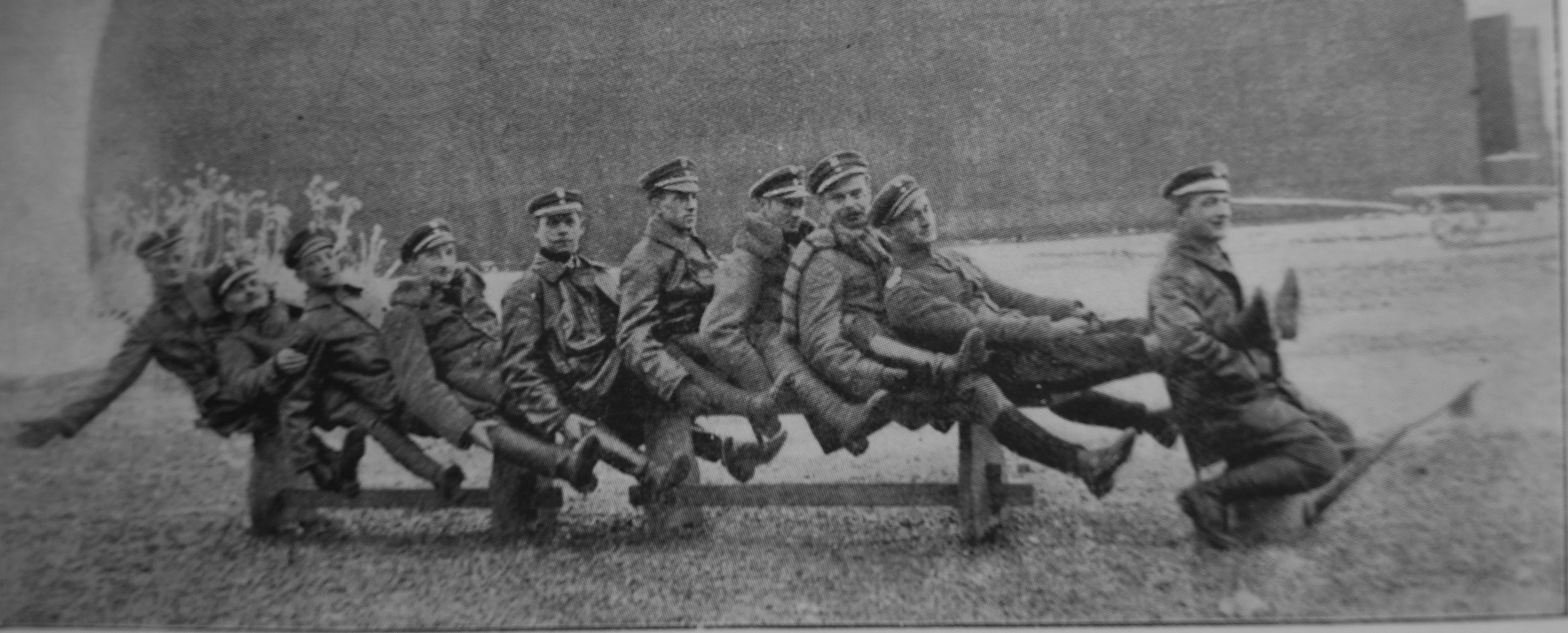
Pierwszy personel latający na lotnisku w Hureczku; luty 1919

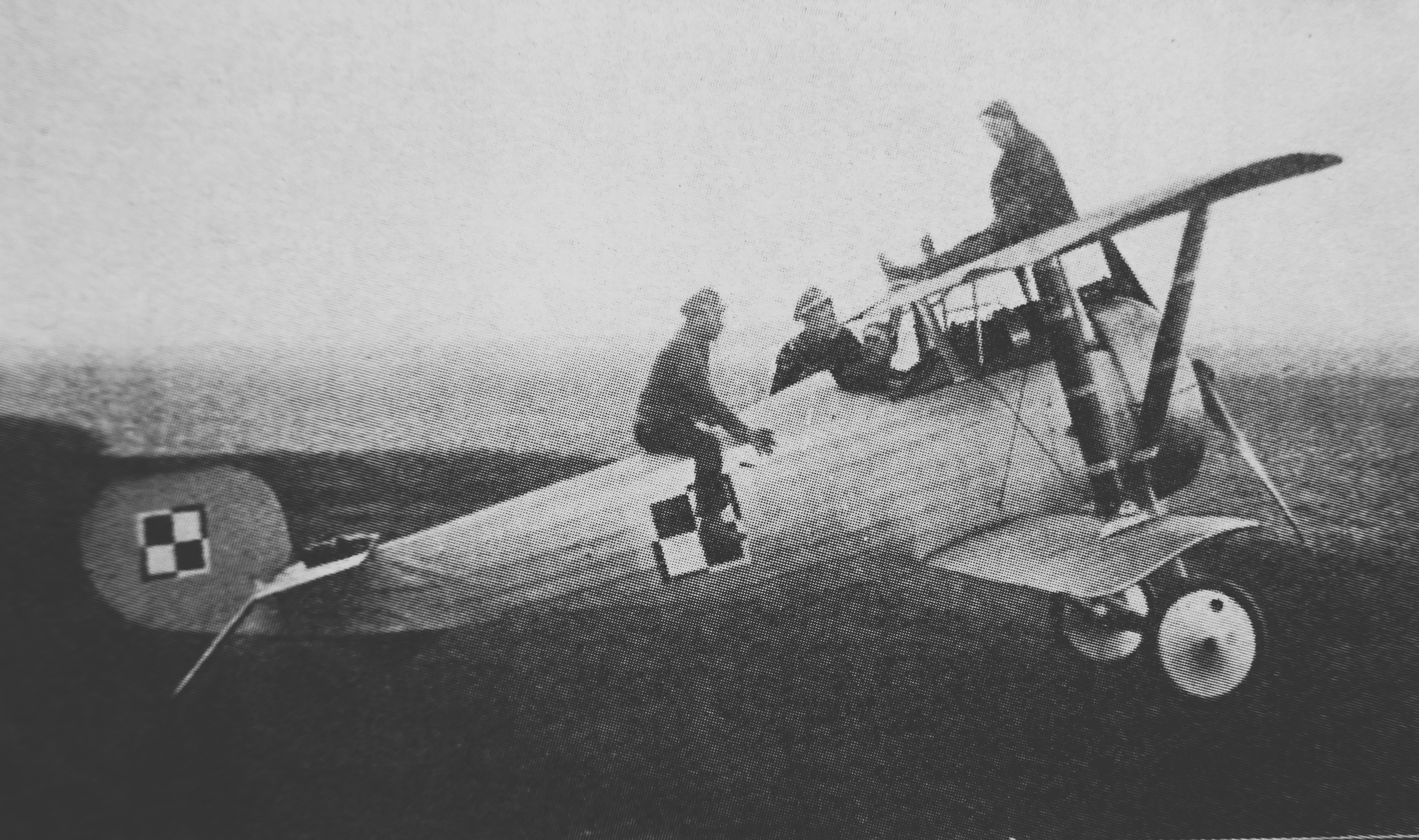
Samolot Nieuport 24bis por. Juliusza Gilewicza

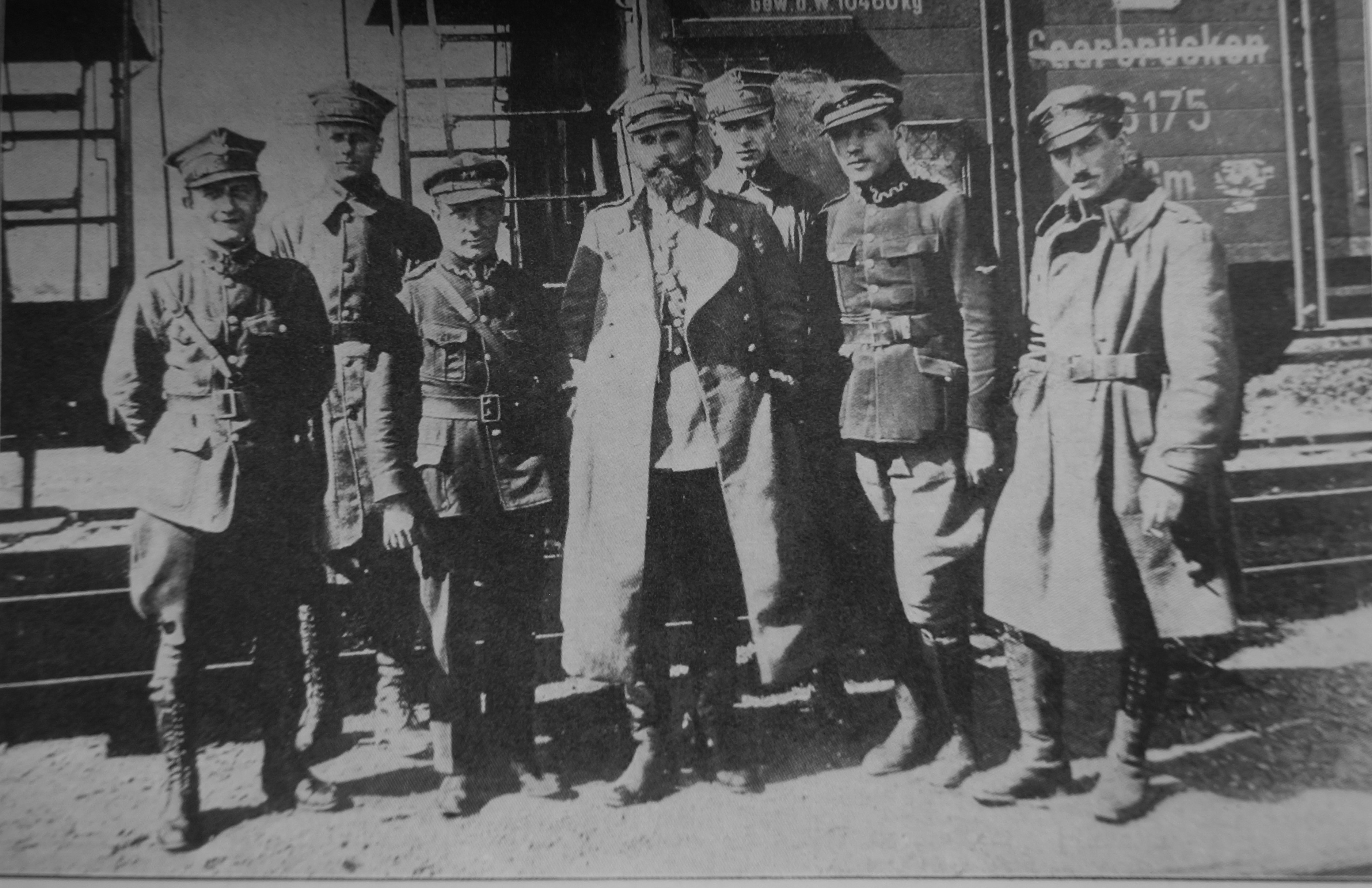
Inspekcja gen. Gustawa Macewicza na froncie 1920 r. Stoją od lewej: por. obs. Władysław Popiel, ppor. pilot Andrzej Chramiec, ppor. pilot Juliusz Gilewicz, gen. Gustaw Macewicz, ppor. Baranowski, por. pilot Władysław Kalkus, ppor. obs. Tadeusz Jarina

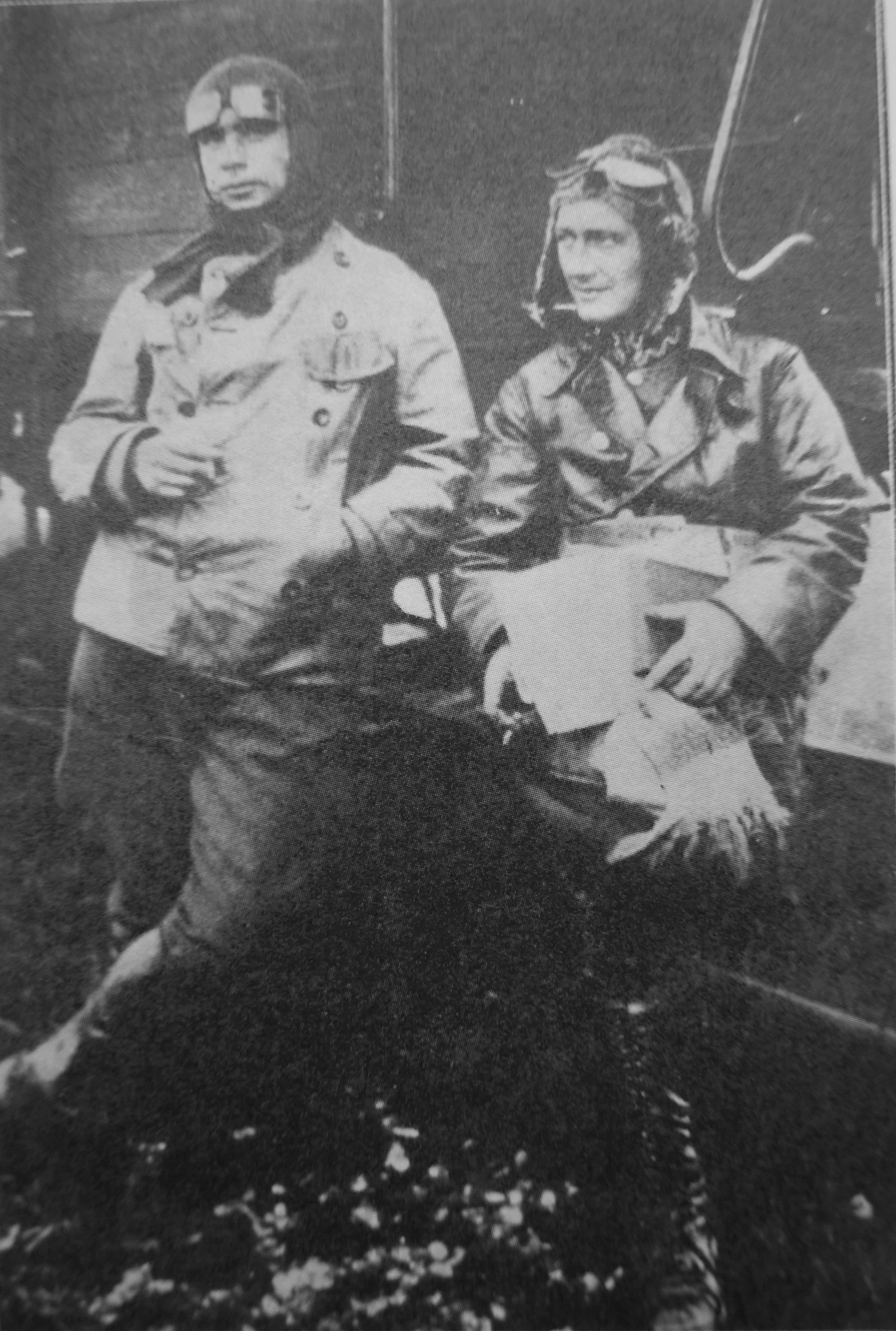
Załoga por. pilot Władysław Kalkus i por. obs. Władysław Popiel

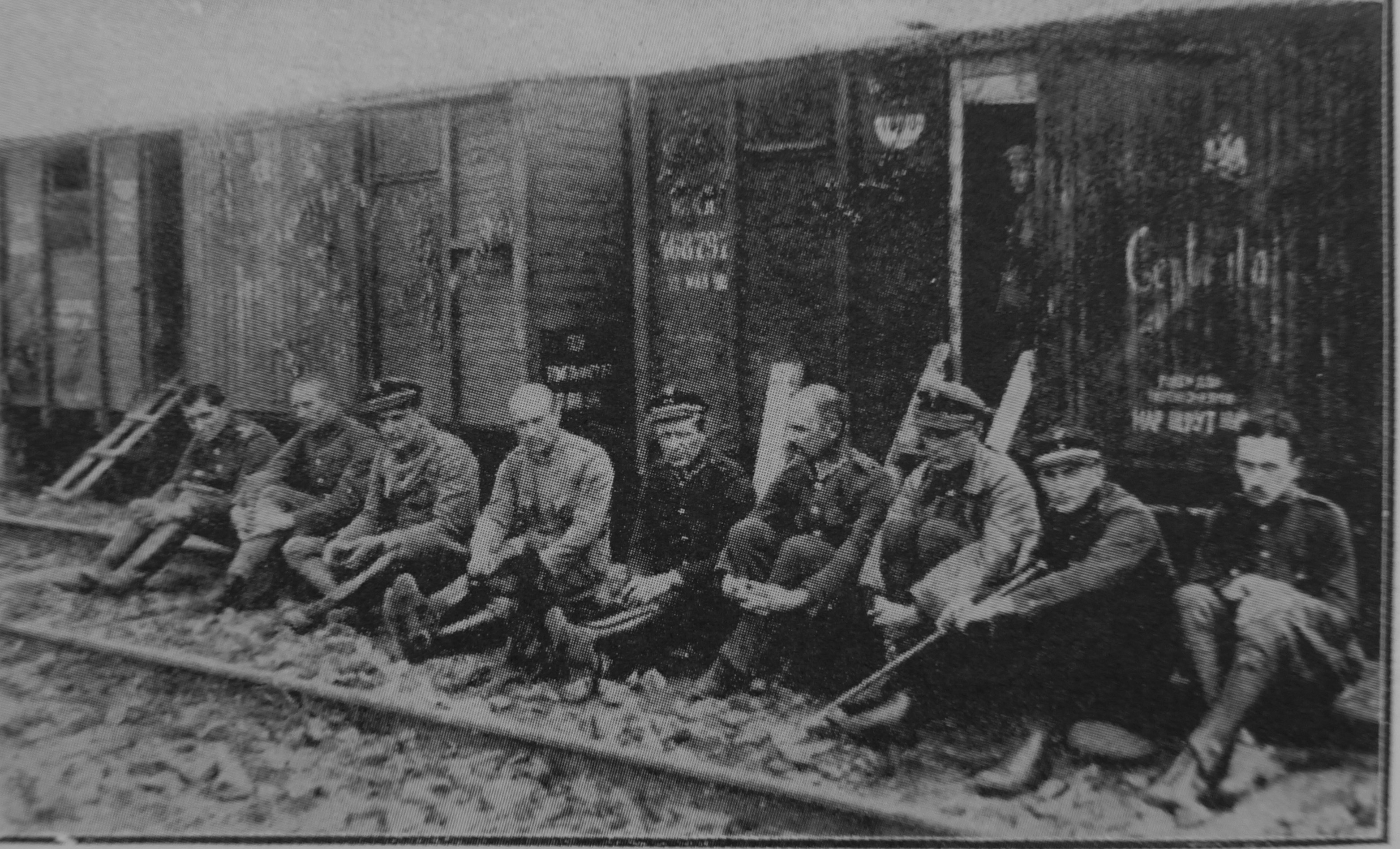
Sztab III dyonu kpt. Stefana Bastyra i 5 eskadra w Rachnach

5 eskadra wywiadowcza – pododdział lotnictwa rozpoznawczego Wojska Polskiego w II Rzeczypospolitej.
Eskadra została sformowana w 1918 na lotnisku Rakowice w Krakowie jako I eskadra bojowa lotnicza. Wzięła udział w walkach o Śląsk Cieszyński, w wojnie polsko-ukraińskiej i polsko-bolszewickiej. Po wojnie weszła w skład 3 pułku lotniczego w Poznaniu. W 1925 przemianowana na 31 eskadrę lotniczą.

## Formowanie, zmiany organizacyjne i walki
Eskadra sformowana została 7 listopada 1918 na lotnisku Rakowice w Krakowie jako I eskadra bojowa lotnicza. 
Wykorzystany do organizacji sprzęt pozostawiony przez Austriaków nie przedstawiał wielkiej wartości użytkowej i eskadra miała kłopoty z osiągnięciem pełnej gotowości bojowej.
W tym czasie wojska czeskie weszły na Śląsk Cieszyński zajmując obszar dawnego Księstwa Cieszyńskiego aż po Wisłę. Mimo iż eskadra znajdowała się w trakcie organizacji, część załóg została skierowana na Front Cieszyński dla wsparcia wojsk lądowych dowodzonych przez gen. Franciszka Latinika. 

### Działania na froncie ukraińskim
W styczniu 1919 jednostkę przemianowano na  5 eskadrę wywiadowczą. 
W tym miesiącu przegrupowała się ona transportem kolejowym na lotnisko Hureczko koło Przemyśla i włączona została w skład III Grupy Lotniczej. 
Grupa podporządkowana została Dowództwu Grupy „Wschód” gen. Tadeusza Rozwadowskiego. 
W tym okresie posiadała cztery samoloty, z czego dwa były darem od lotnictwa wielkopolskiego. 
Spod Przemyśla eskadra startowała na akcje szturmowe mające na celu uniemożliwienie przerwania przez wojska ukraińskie połączenia kolejowego Lwów – Przemyśl. 
16 lutego, w czasie jednej takich z akcji, zginęli por. obs. Jan Pareński i sierż. pil. Jerzy Szeruda. 
Raport Inspektora Wojsk Lotniczych z 13 marca 1919 wykazuje, ze eskadra w tym czasie posiadała 5 samolotów, 2 pilotów i 5 obserwatorów.
Z początkiem maja oddziały polskie rozpoczęły przygotowania do ofensywy na froncie ukraińskim. W tym czasie eskadra dysponowała 9 samolotami. Były to: 3 Albatrosy, 2 Rolandy CL-2, 2 Brandenburgi, 1 AEG C-4 i 1 DFW C-5 .
Zwycięska ofensywa majowa wojsk polskich odrzuciła daleko od Lwowa wojska ukraińskie.
W związku z tym eskadra została przeniesiona do Stryja, do II Grupy Lotniczej. Współdziałając z 1 Wielkopolską eskadrą lotniczą, wzięła udział w walkach ofensywnych. 
W czerwcu na loty bojowe eskadra startowała z lotnisk w Łukach i Buczaczu.
W lipcu wróciła do III Grupy Lotniczej i pracując dla sztabu 6 Armii gen. Wacława Iwaszkiewicza, brała udział w zwalczaniu bolszewickich pociągów pancernych.
Okres jesienno zimowy eskadra spędziła na lotnisku Dżuryn koło Buczacza. Wykorzystując względnie spokojny okres na froncie, prowadzono szkolenie pilotów i obserwatorów.  Na dzień 1 lutego 1920 eskadra wchodziła w skład III Grupy Lotniczej, posiadała 7 pilotów, 2 obserwatorów i 5 samolotów.
W okresie ofensywy kijowskiej załogi eskadry, operując z lotnisk Żmerynka, Bar i Płoskirów, prowadziły rozpoznanie na korzyść 6 Armii. Dostarczano między innymi dokładnych informacji na temat działania  dużych zgrupowań sowieckiej kawalerii.
9 kwietnia, w jednym z pierwszych lotów bojowych w rejonie Nowa Uszyca – Michałów została zestrzelona załoga sierż. Solski i ppor. Jarina. Kilka tygodni później zostali zestrzeleni sierż. Solski i ppor. Lepszy.
Na początku maja eskadra stacjonowała w m. Rachna Lessowyja.

### Walki odwrotowe na Ukrainie
W  czerwcu i lipcu oddziały polskie prowadziły walki obronno-opóźniające, a Armia Konna Budionnego, będąca głównym przeciwnikiem polskiej 6 Armii, znacznie udoskonaliła metody walki z lotnictwem i stała się jego bardzo groźnym przeciwnikiem.
Startując z Płoskirowa, eskadra w sposób ciągłych atakowała nieprzyjacielską jazdę. Szczególnie aktywna była eskadra 9 czerwca w rejonie Koziatynia. 
W połowie czerwca wycofała się do Tarnopola. Tutaj otrzymała uzupełnienie w postaci kilku angielskich samolotów De Haviland DH.9 i tak wzmocniona przystąpiła ponownie do walki.
Od 18 do 22 czerwca walczyła z sowieckimi pociągami pancernymi w rejonie Baru i Żmerynki. W walkach tych wyróżnili się por. Chramiec i por. Giliewicz. 21 czerwca podczas działań przeciwko pociągom pancernym pod Wołoczyskami por. Gilewicz uszkodził jeden z nich. 
28 czerwca zestrzelona została załoga sierż. Solski i por. Tadeusz Lepszy. Niedługo potem sierż. Solski już po raz drugi uciekł z niewoli.
Podstawą dobrych wyników 5 eskadry była ścisła współpraca z 21 eskadrą niszczycielską, która dysponowała ciężkimi dwusilnikowymi bombowcami niemieckimi typu Gotha G-4 i Friedrischafen G-3.
Od 22 czerwca do końca tego miesiąca eskadra wykonała jeszcze ponad 20 zadań bojowych.
W lipcu aktywność eskadry nie spadała. Początkowo bazowała w Berezowicy,  w majątku Kurażewo, a 18 lipca przegrupowana została na lotnisko Lewandówka pod Lwowem.
Faktycznie w Lewandówce pozostał rzut powietrzny wraz z obsługa techniczna. Grupą tą dowodził por. pil. Władysław Kalkus. Pozostała część personelu technicznego pod dowództwem por. Juliana Gilewicza odeszła  do Przemyśla. 
Startując ze Lwowa, wspólnie z 15 eskadrą myśliwską i 21 eskadrą niszczycielską, samoloty eskadry niemal bez przerwy atakowały oddziały konne Siemiona Budionnego.

### W obronie Lwowa
Na początku sierpnia na lotnisku Lewandówka stacjonowały cztery eskadry 3 dywizjonu lotniczego: 5. i 6 eskadry wywiadowcze, 7. i 15 eskadra myśliwska. Ich wyposażenie stanowiło 6 samolotów wywiadowczych i 10 myśliwskich.
Od 10 sierpnia zaczęła się zwiększać liczba codziennych lotów na front. Miało to związek ze skierowaniem się jazdy Budionnego w kierunku Lwowa. 
16 sierpnia nieprzyjaciel sforsował Bug, a we froncie powstała 25 kilometrowa wyrwa, w którą wtargnęły masy bolszewickiej kawalerii. Dla zamknięcia tej luki dowództwo 6 Armii nie miało już żadnych odwodów prócz kilkunastu samolotów we Lwowie. Tego dnia wszystkie samoloty 3 dywizjonu rzucono do ataku na przeciwnika. Major Faunt le Roy zadecydował, żeby ataki przeprowadzać pojedynczymi maszynami, aby później uniknąć oczekiwania przy tankowaniu i uzbrajaniu samolotów. Nad polem walki pojedyncze samoloty podchodziły do ataku bombowego z wysokości 700 – 800 metrów, a następnie ostrzeliwały kolumny nieprzyjaciela z lotu koszącego aż do wyczerpania amunicji strzeleckiej. Tego dnia dywizjon przeprowadził 49 loty szturmowe bez strat własnych. Straty wojsk sowieckich były wysokie.
Przez noc 16/17 sierpnia mechanicy naprawili uszkodzone i postrzelane samoloty, a rankiem 17 sierpnia wystartowało 19 sprawnych samolotów. Zadanie dywizjonu polegało na wspomaganiu wojsk własnych w rejonie Busk – Krasne, a także powstrzymywaniu kolumn jazdy sowieckiej w marszu na Lwów. Podczas akcji szturmowej pięć samolotów zostało poważnie uszkodzonych w zderzeniach z jeźdźcami (sic!). Tego dnia kawaleria Budionnego poniosła bardzo wysokie straty, a natarcie sowieckiej 6 Dywizji Kawalerii zostało odparte wyłącznie przy pomocy samolotów. Łącznie 17 sierpnia 19 maszyn wykonało 69 lotów szturmowych.
Następnego dnia pogorszyły się znacznie warunki atmosferyczne. Wykonywano loty wywiadowcze a później atak na oddziały czerwonoarmistów grupujące się północny wschód  i wschód od Lwowa. Tego dnia po południu ceł ataków lotniczych został przesunięty w okolice Żółtańca, gdzie następnego dnia zamierzano wykonać przeciwuderzenie własnej kawalerii.
Dzień 18 sierpnia był dniem największego wysiłku bojowego lotników w czasie obrony Lwowa. Przeprowadzono wówczas 72 loty bojowe. W walkach tych na szczególne wyróżnienie zasłużyli por. Kalkus, sierż. Solski i ppor. Turbiak.
Wieczorem 18 sierpnia, z powodu zagrożenia naziemnego lotniska w Lewandówce, wszystkie eskadry 3 dywizjonu przeleciały na lotniska pod Przemyślem. W ciągu następnych trzech dni działalność lotnicza została znacznie ograniczona. Dało o sobie znać przemęczenie załóg i zużycie samolotów.
W związku z poprawą sytuacji operacyjnej na froncie, już 24 sierpnia eskadra powróciła do Lwowa.
Działania eskadra walnie przyczyniła się do porzucenia przez bolszewików zamiaru zdobycia Lwowa.
Również na początku sierpnia załogi eskadry intensywnie latały. Do 10 sierpnia jednostka wykonała 15 lotów bojowych.

### Polska kontrofensywa
Podczas polskiej kontrofensywy, eskadra nadal zwalczała oddziały konne Budionnego. W walce utraciła wszystkie samoloty. Zmusiło to dowództwo lotnictwa do wycofania jednostki do odwodu Naczelnego Dowództwa na lotnisko Hureczko pod Przemyślem celem uzupełnienia załóg i samolotów. W dalszych działaniach wojennych jednostka ta już nie wzięła udziału. 
Tu eskadra doczekała się rozejmu. 
W okresie wojny załogi eskadry wykonały 362 loty bojowe; spędziły 676 godzin w powietrzu. Zginęło 7 lotników.

## Eskadra w okresie pokoju
W sierpniu 1921 eskadra weszła w skład VII dywizjonu wywiadowczego nowo formującego się 3 pułku lotniczego.
Do Poznania przybyła transportem kolejowym w połowie września.
Początkowy okres pokojowej pracy na lotnisku Ławica nie był łatwy. Personel otrzymał zakwaterowanie w drewnianych, częściowo zdewastowanych, poniemieckich barakach.
Występował niedostatek samolotów i pomocniczego sprzętu. Uniemożliwiało to zorganizowane szkolenie załóg i personelu naziemnego.
W 1922, w istniejących pułkach lotniczych, rozpoczęto unifikację samolotów. Eskadry wywiadowcze 3 pułku otrzymały angielskie Bristole F2B. Nie stanowiło to pełnego rozwiązania problemu zaopatrzenia eskadr w samoloty, ale umożliwiło personelowi technicznemu i parkowi lotniczemu bardziej sprawną naprawę i okresowe remonty sprzętu.
W maju, pod nadzorem straży pożarnej, spalono najbardziej zniszczone i zapluskwione baraki mieszkalne. Przy ogromnym aplauzie personelu, eskadra przeprowadziła się do nowych pomieszczeń.
Do eskadry sukcesywnie napływali absolwenci Szkoły Obserwatorów Lotniczych i kursów pilotażu, wypełniając luki w etatach.
W sierpniu piloci eskadry: st.sierż.pil. Karol Szwencer i plut.pil. Władysław Szulczewski uczestniczyli w zawodach  zorganizowanych na lotnisku Ławica zajmując III i IV miejsce.
W lutym 1925, rozkazem Ministerstwa Spraw Wojskowych nr 2300/org., zapoczątkowano reorganizację lotnictwa wojskowego. Polegała ona między innymi na przeformowaniu eskadr wywiadowczych na „lotnicze” oraz zmianie ich numeracji. Pierwsza cyfra oznaczała numer pułku a następna – kolejność eskadry w pułku.
5 eskadra wywiadowcza przemianowana została na 31 eskadrę lotniczą i podporządkowana dowódcy nowo powstałego I dywizjonu lotniczego. We wrześniu 1929 jednostka przemianowana została na 31 eskadrę liniową, a sierpniu 1939, w czasie mobilizacji alarmowej, na 31 eskadrę rozpoznawczą.
| Nazwy jednostki i daty sformowania, przeformowań i rozformowania | Nazwy jednostki i daty sformowania, przeformowań i rozformowania | Nazwy jednostki i daty sformowania, przeformowań i rozformowania | Nazwy jednostki i daty sformowania, przeformowań i rozformowania | Nazwy jednostki i daty sformowania, przeformowań i rozformowania | Nazwy jednostki i daty sformowania, przeformowań i rozformowania | Nazwy jednostki i daty sformowania, przeformowań i rozformowania | Nazwy jednostki i daty sformowania, przeformowań i rozformowania | Nazwy jednostki i daty sformowania, przeformowań i rozformowania | Nazwy jednostki i daty sformowania, przeformowań i rozformowania | Nazwy jednostki i daty sformowania, przeformowań i rozformowania |
| ---------------------------------------------------------------- | ---------------------------------------------------------------- | ---------------------------------------------------------------- | ---------------------------------------------------------------- | ---------------------------------------------------------------- | ---------------------------------------------------------------- | ---------------------------------------------------------------- | ---------------------------------------------------------------- | ---------------------------------------------------------------- | ---------------------------------------------------------------- | ---------------------------------------------------------------- |
| 7 XI 1918                                                        | 1 eskadra bojowa                                                 | I 1919                                                           | 5 eskadra wywiadowcza                                            | 1925                                                             | 31 eskadra lotnicza                                              | 6 IX 1929                                                        | 31 eskadra liniowa                                               | VIII 1939                                                        | 31 eskadra rozpoznawcza                                          | IX 1939                                                          |

## Odznaka eskadry
Jednoczęściową odznakę o wymiarach 60x48 mm wykonaną w złoconym i srebrzonym tombaku stanowi owalny emaliowany wieniec, zwieńczony u dołu tarczą z orłem i biało–czerwoną kokardą. Po bokach tarczy inicjały E.L.L. i numer 5. Pole wieńca wypełnia postać Ikara.
Odznakę wykonał Władysław Buszek ze Lwowa.

## Kadra eskadry
| Dowódcy eskadry                                       | Dowódcy eskadry                    | Dowódcy eskadry                   |
| Stopień                                               | Imię i nazwisko                    | Okres pełnienia służby            |
| ----------------------------------------------------- | ---------------------------------- | --------------------------------- |
| por./ rtm. pil.                                       | Stanisław Jasiński                 | od 7 XI 1918                      |
| kpt. pil                                              | Stefan Bastyr                      | od VI 1919                        |
| por. pil.                                             | Juliusz Gilewicz                   | od I 1920                         |
| por. pil.                                             | Józef Wojciechowski                | XII 1920 – II 1921                |
| kpt. pil.                                             | Eugeniusz Płuszczewski             | XI 1922 – † 12 I 1923             |
| kpt. pil.                                             | Tadeusz Jarina                     | od I 1923                         |
| kpt. pil.                                             | Julian Skrzat                      | od 1 IV 1924                      |
| kpt. pil.                                             | Antoni Wroniecki                   | p. o. V – XI 1925                 |
| Personel latający okresu wojny polsko – bolszewickiej |                                    |                                   |
| Obserwatorzy                                          | Obserwatorzy                       | Piloci                            |
| por obs. Julian Jurkiewicz                            | por obs. Julian Jurkiewicz         | rtm. pil. Stanisław Jasiński      |
| por. obs. Jan Pareński                                | por. obs. Jan Pareński             | kpt. pil. Władysław Jan Kalkus VM |
| por. obs. Tadeusz Lepszy                              | por. obs. Tadeusz Lepszy           | por. pil. Juliusz Gilewicz        |
| ppor. obs. Leonard Zbigniew Lepszy                    | ppor. obs. Leonard Zbigniew Lepszy | ppor. pil. Andrzej Chramiec       |
| ppor. obs. Władysław Popiel                           | ppor. obs. Władysław Popiel        | ppor. pil. Bolesław Lepszy VM     |
| ppor. obs. Tadeusz Jarina                             | ppor. obs. Tadeusz Jarina          | ppor. pil. Zygmunt Rosada         |
| ppor. obs. Tomasz Turbiak VM                          | ppor. obs. Tomasz Turbiak VM       | chor. pil. Michał Solski          |
| ppor. obs. Tadeusz Janiszewski                        | ppor. obs. Tadeusz Janiszewski     | pchor. pil. Ludwik Nazimek        |
| ppor. obs. Kazimierz Braun                            | ppor. obs. Kazimierz Braun         | sierż. pil. Wiktor Zimmerman      |
| ppor. obs. Roman Sułkowski                            | ppor. obs. Roman Sułkowski         | sierż. pil. Jerzy Szeruda         |
| pchor. obs. Stefan Kozubski                           | pchor. obs. Stefan Kozubski        | sierż. pil. Józef Kargol          |
|                                                       |                                    | sierż. pil. Jan Śliwa             |
|                                                       |                                    | sierż. pil. Teofil Galusik        |
|                                                       |                                    | sierż. pil. Jan Ryba              |
|                                                       |                                    | sierż. pil. Alojzy Grimm          |
|                                                       |                                    | sierż. pil. Adolf Niemiec         |
|                                                       |                                    | sierż. pil. Kazimierz Sukiennik   |
|                                                       |                                    | sierż. pil. Solski                |

## Wypadki lotnicze
W okresie funkcjonowania eskadry miały miejsce następujące wypadki lotnicze zakończone obrażeniami lub śmiercią pilota oraz obserwatora:
- 16 lutego 1919 podczas wykonywania lotu bojowego na  samolocie Rumpler C.IV zginęli sierż. pil. Jerzy Szeruda i por. obs. Jan Pareński.
- 4 lipca 1919 na lotnisku Stryj zginęli na samolocie Albatros C.I sierż. pil. Józef Kargol i por. obs. Julian Jurkiewicz – oficer taktyczny II Grupy Lotniczej.
- 22 grudnia 1920 na samolocie Albatros B.II zginął por. obs. Kazimierz Braun.
- 12 stycznia 1923 na samolocie Bristol zginął w wypadku kpt. pil. Eugeniusz Płuszczewski.

## Samoloty eskadry

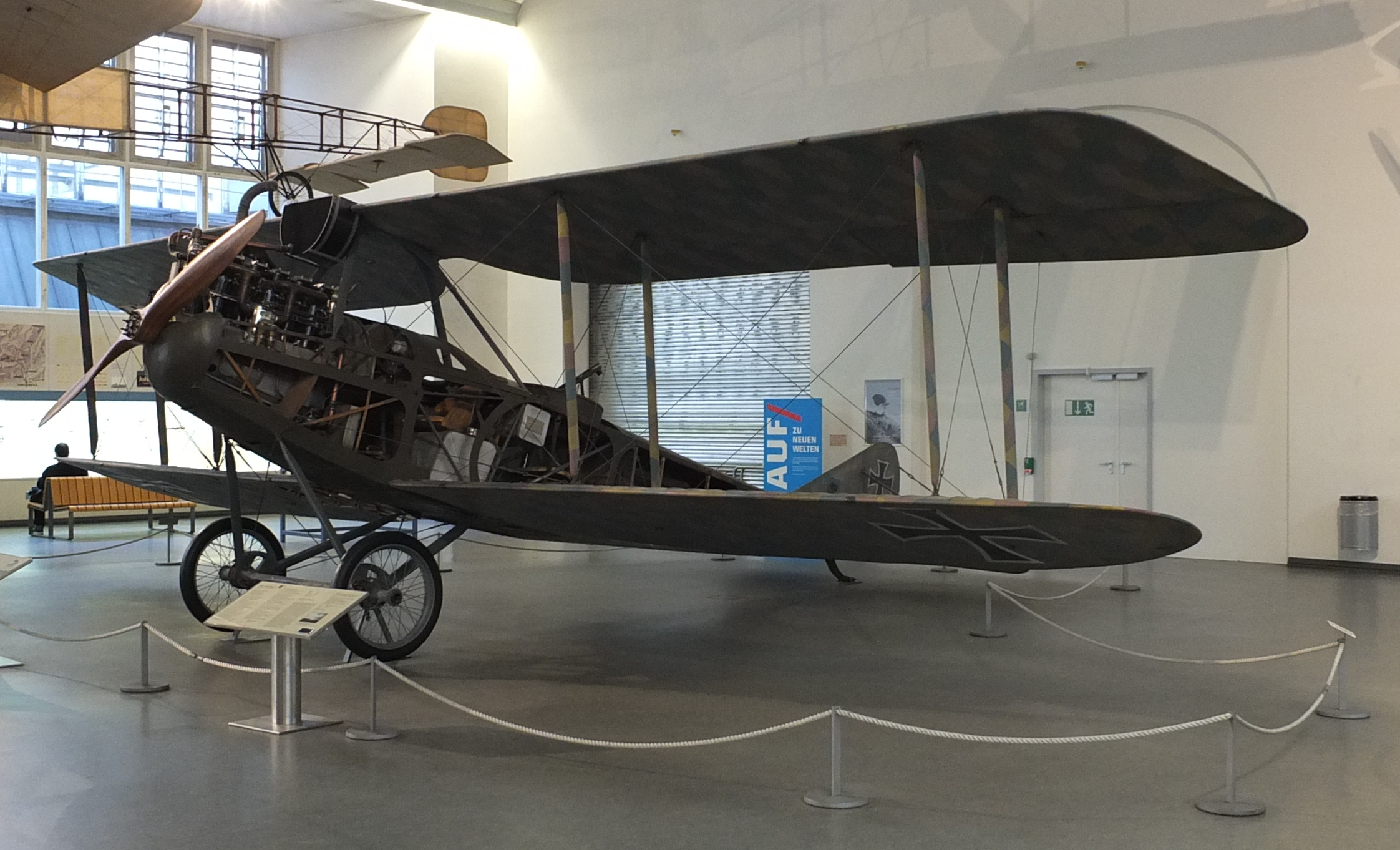
Rumpler C.IV
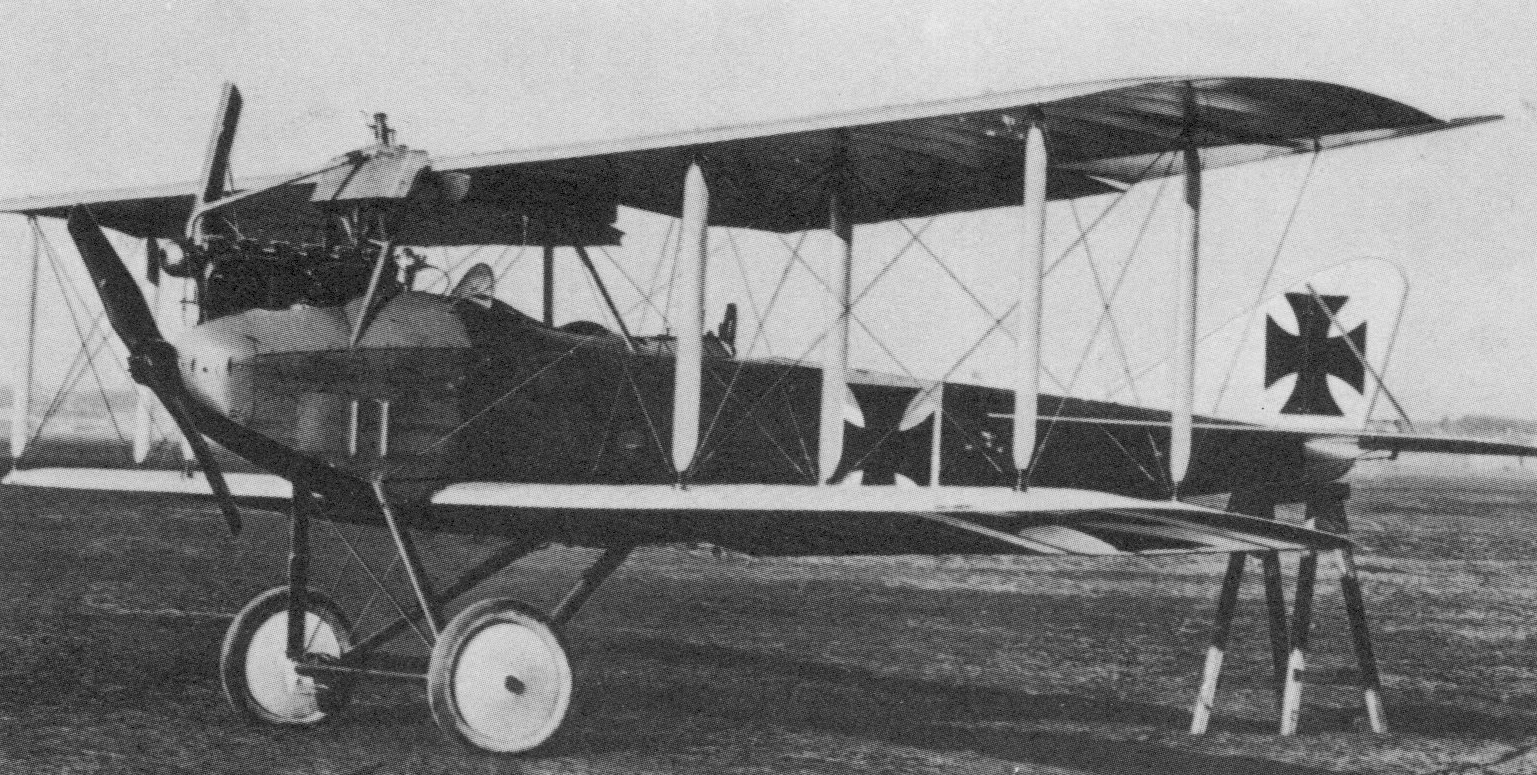
Albatros C.I
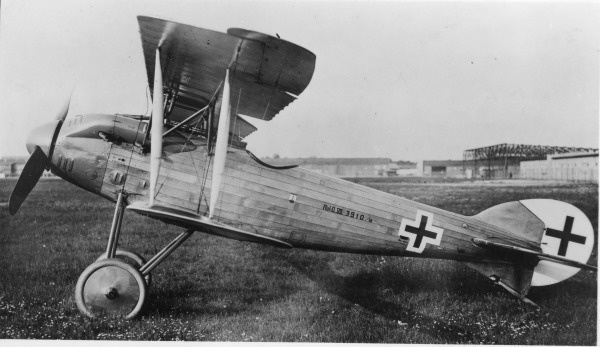
Roland D.VII
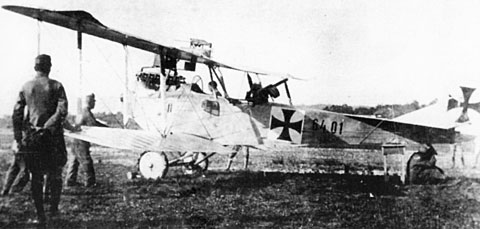
Hansa-Brandenburg C.I
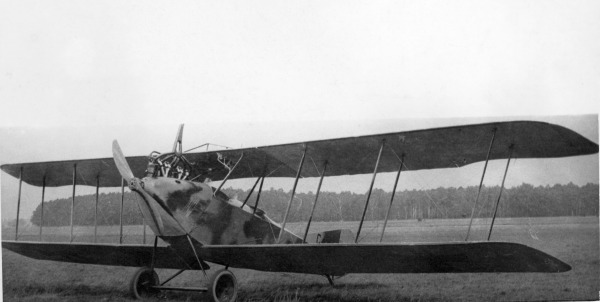
AEG C.IV
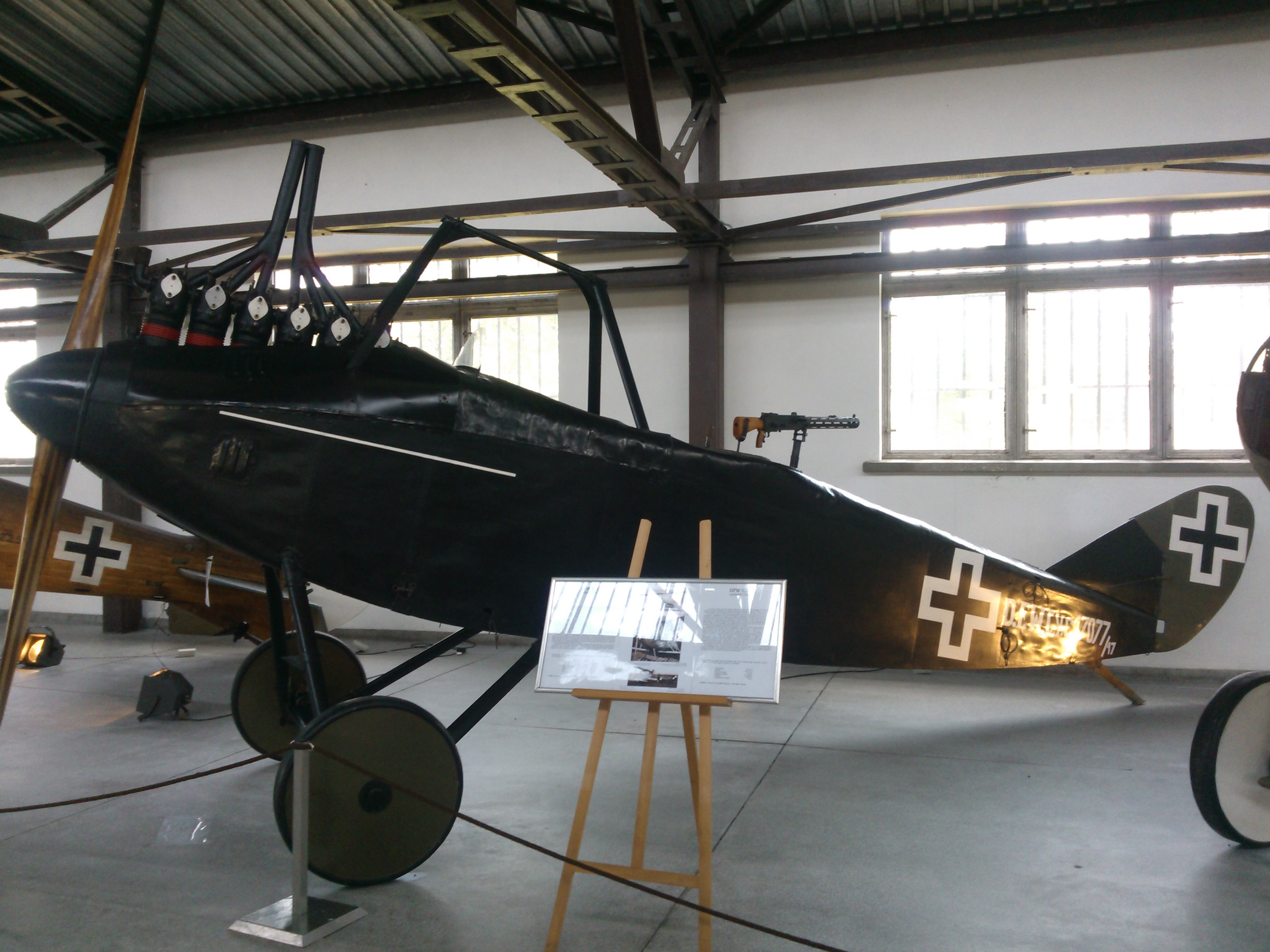
DFW C.V
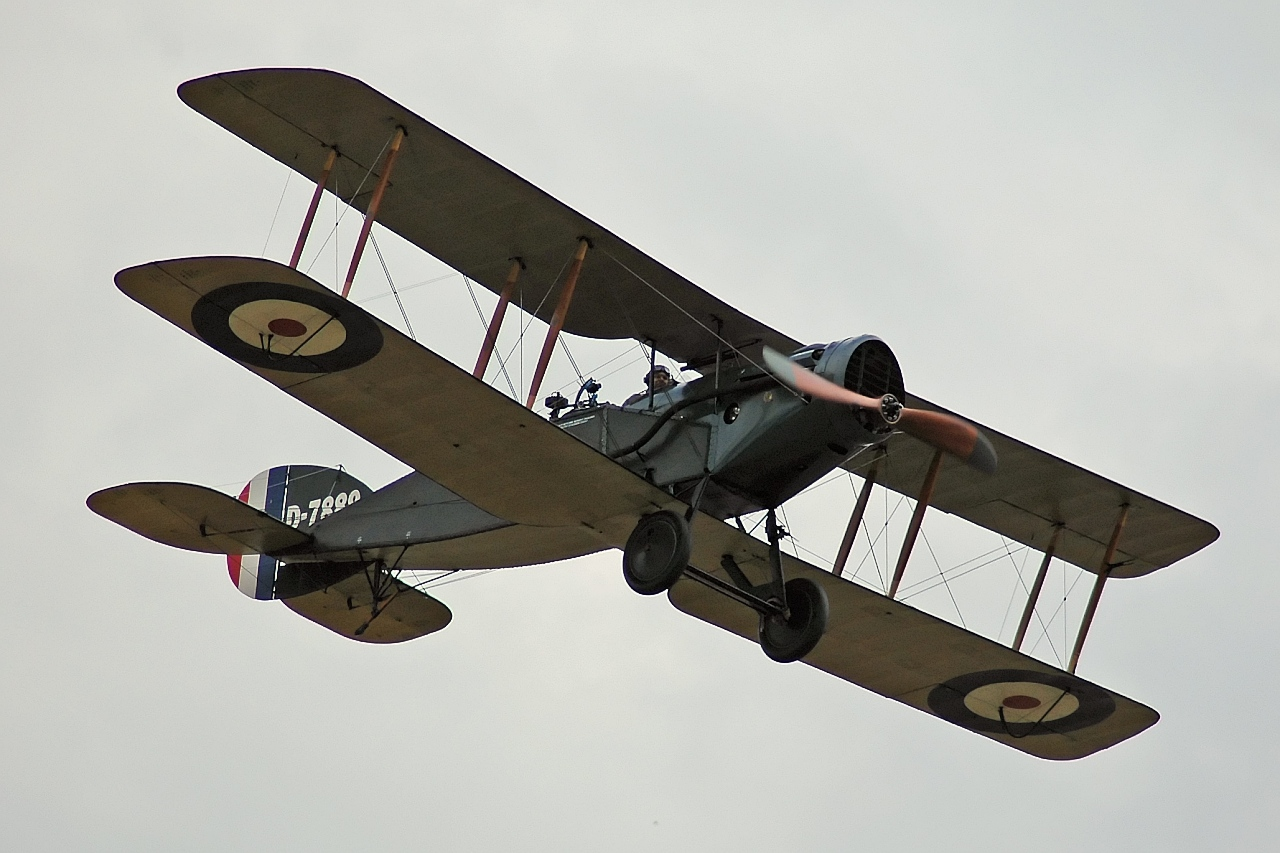
Bristol F.2B Fighter
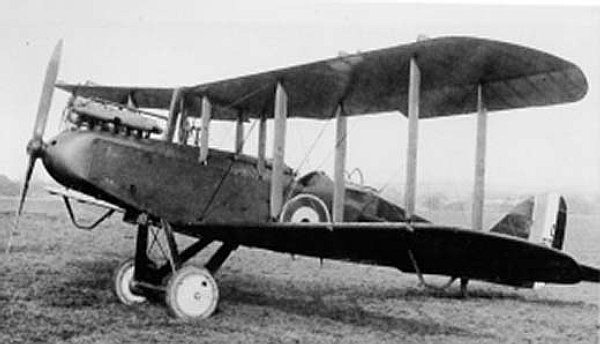
Airco DH.9
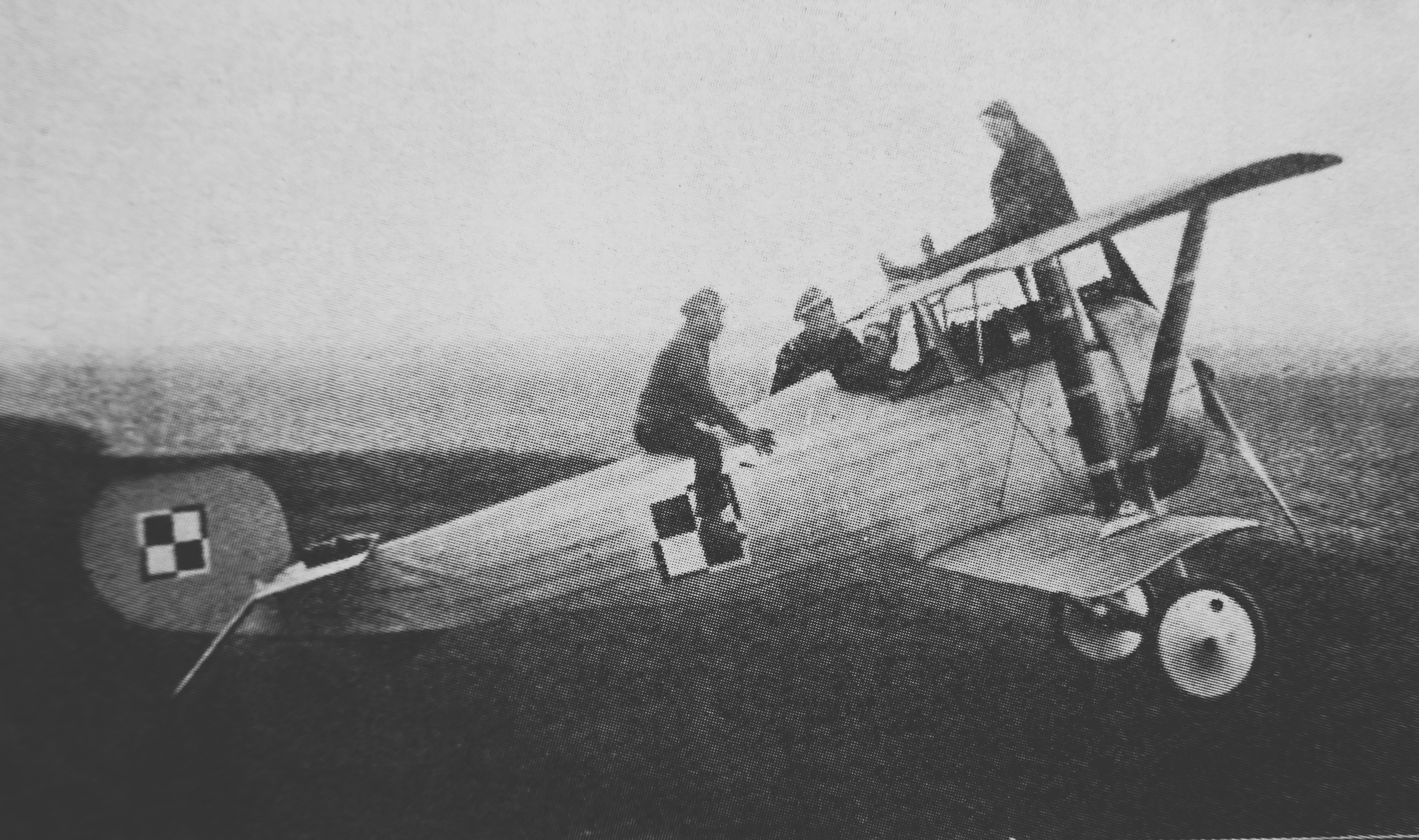
Nieuport 24bis